# Японська рольова відеогра

Різні екрани JRPG Final Fantasy

Японська рольова гра (англ. Japanese Role-Playing Game або JRPG) — термін, застосовуваний щодо рольових відеоігор, які мають особливості, котрі дозволяють протиставляти їх рольовим відеоіграм «західного зразка» (англ. Western-style RPG). Також часто розуміється як піджанр рольових ігор. У 2000-2010-і роки набула поширення думка, що термін JRPG більше не є актуальним.
Першою грою жанру JRPG вважається Dragon Quest, яка породила численні продовженя й наслідування. До відомих японських рольових ігор відносяться популярні серії Final Fantasy, Pokemon, Tales, Persona та ін.

## Особливості

Приклад бою у класичній JRPG Final Fantasy VII

Чітких особливостей стилістики або ігрового процесу, притаманних виключно JRPG, не існує. Зазвичай вважається, що для таких ігор характерна стилістика аніме і манґи, типові для них характери персонажів, а випускаються JRPG переважно для гральних консолей.
Гравець керує групою персонажів, які пересуваються по світу, вступають в битви з противниками і виконують різноманітні завдання, отримані від ігрових персонажів. В японських рольових іграх часто використовується дворівнева система локацій: переміщення героїв по світу здійснюються на більш абстрактній глобальній карті, а дослідження окремих локацій і бої на більш деталізованих місцевостях чи спеціальних екранах. Битви, як правило, відбуваються в покроковому режимі.
Одночасно в загоні (ігровій партії) активною перебуває визначена невелика кількість бійців, а загалом їх може бути більше, і гравець вільний створювати команду, відповідно до поточної ситуації. В ігрової партії є лідер, який, наприклад, перший ходить в бою чи задає здібності для партії загалом. При переміщенні глобальною картою всю партію часто символізує її лідер, а інші персонажі в цей час не показуються.
Сюжет JRPG переважно лінійний і не надає значної свободи дій, але можливі кілька фіналів. Велика увага приділяється відносинам між персонажами і несподіваним поворотам сюжету. Події, за рідкісними винятками, відбуваються у вигаданих світах, для яких характерна еклектика, така як поєднання магії з технологіями.

## Проблема визначення
Визначення ігор як «японських» не обмежується країною випуску гри: так, деякі створені в США і Європі рольові відеоігри описуються як ігри «в дусі JRPG» — наприклад, Anachronox і Septerra Core, а японськими розробниками випускаються ігри «західного зразка», такі як Dark Souls і Dragon's Dogma. Розроблені в Японії ігри таких жанрів, як тактичні рольові ігри, action/RPG і MMORPG часто мають багато загальних рис з JRPG та іноді розглядаються як піджанри JRPG.
З розвитком ігрової індустрії в інших країнах Азії, особливо Південній Кореї та Китаї, замість терміну JRPG став поширюватися «Східна рольова відеогра» (англ. Eastern role-playing video games). Багато критиків схиляються до думки, що JRPG можуть називатися тільки старі ігри 1980-2000-х років, коли сутно японські знахідки в жанрі не вийшли за межі Японії. В рольових іграх 2000-2010-х через численні взаємовпливи не існує чітких критеріїв, які дозволяли б вважати їх «східними» чи «західними».